# 坦塔里卡區
7°12′48″S 78°55′40″W / 7.2133°S 78.9277°W
坦塔里卡區（西班牙語：Distrito de Tantarica），是秘魯的一個區，位於該國北部卡哈馬卡大區的孔圖馬薩省，始建於1964年2月28日，面積149.7平方公里，海拔高度2,180米，2005年人口2,588，人口密度每平方公里17人。